# Пирятинский городской совет
Пирятинский городской совет (укр. Пирятинська міська рада) — входит в состав
Лубенского района
Полтавской области
Украины.
Административный центр городского совета находится в 
г. Пирятин.

## История
- В 2016 году три населённых пункта Александровского сельского совета были присоединены к Пирятинскому городскому совету [3].

## Населённые пункты совета
- г. Пирятин
- с. Верхояровка
- с. Голобородько
- с. Замостище
- с. Заречье
- с. Ивженки
- с. Калинов Мост
- с. Александровка
- с. Могилевщина
- с. Ровное